# Municipio de Morgan (condado de Morgan)
El municipio de Morgan (en inglés: Morgan Township) es un municipio ubicado en el condado de Scioto, en el estado estadounidense de Ohio. Según el censo de 2020, tiene una población de 2232 habitantes.
Abarca un área mayoritariamente rural.

## Geografía
El municipio de Morgan se encuentra ubicado en las coordenadas 38°55′30″N 83°5′18″O / 38.92500, -83.08833. Según la Oficina del Censo de los Estados Unidos, el municipio tiene una superficie total de 77,73 km², de la cual 76,63 km² corresponden a tierra firme y 0,90 km² es agua.

## Demografía
Según el censo de 2020, hay 2232 personas residiendo en el municipio de Morgan. La densidad de población es de 29,13 hab./km². El 95,70 % de los habitantes son blancos, el 0,40 % son afroamericanos, el 0,27 % son amerindios, el 0,13 % son asiáticos, el 0,36 % son de otras razas y el 3,14 % son de una mezcla de razas. Del total de la población, el 0,32 % son hispanos o latinos de cualquier raza.

## Gobierno
El municipio está gobernado por una junta de tres administradores (trustees). Hay también un fiscal electo.